# The Adicts
The Adicts – brytyjski zespół punkowy z Ipswich, Suffolk w Anglii. Jeden z najpopularniejszych zespołów punkrockowych lat 80. XX wieku, w tym okresie często notowany na indierockowych listach przebojów.
The Adicts powstało pod nazwą Afterbirth & the Pinz pod koniec 1975 r. Po krótkim czasie zmienili nazwę na obecną i stali się znani ze swojego charakterystycznego wizerunku „drooga” (słowo wywodzące się z fikcyjnego języka Nadsat oznacza „Przyjaciel”) wzorowanego na postaciach z powieści „Mechaniczna pomarańcza” Anthonego Burgessa, co w połączeniu z ich gwałtowną, szybką muzyką i lekkomyślnymi tekstami pomogło im wyróżnić się na tle innych zespołów punkowych. W latach 80. tymczasowo zmienili nazwę na Fun Adicts (w związku z występem w telewizji dla dzieci), a następnie na ADX (po podpisaniu kontraktu z dużą wytwórnią).
Ich muzyka ma chwytliwe melodie i teksty, a często zawiera dodatkowe instrumenty i efekty dźwiękowe, takie jak muzyka karuzelowa w „How Sad”, skrzypce grane przez Dericka Cooka w „Joker in the Pack” oraz gongi i perkusja klawiszowa Anthony’ego Boyda w „Chinese Takeaway”.
Muzycy noszą białą odzież z czarnymi butami i czarnymi melonikami. Wokalista Keith „Monkey” Warren nosi makijaż jokera, garnitury w dzikie wzory (takie jak szachownica lub kropki), rozkloszowane spodnie, kolorowe koszule, melonik i rękawiczki. Wizualny wygląd zespołu uzupełniają pokazy sceniczne z użyciem takich elementów, jak serpentyny, konfetti, karty do gry, piłki plażowe, kapelusze jokerów, instrumenty zabawkowe, bańki mydlane i brokat.
1 sierpnia 2019 roku zespół wystąpił na dwudziesty piątym Pol’and’Rock Festival w Kostrzynie nad Odrą.